# کی‌ئی‌اف
کی‌ئی‌اف (انگلیسی: KEF) شرکت الکترونیک بریتانیایی است، که در سال ۱۹۶۱ تأسیس شد.